# Comando de Aeródromo E 61/XIII
El Comando de Aeródromo E 61/XIII (Flieger-Horst-Kommandantur E 61/XIII) fue una unidad de la Luftwaffe durante la Segunda Guerra Mundial.

## Historia
Fue formado el 26 de agosto de 1939 en Selingenstadt, como Comando de Aeródromo E Selingenstadt. En marzo de 1940 (?) es renombrado como Comando de Aeródromo E 61/XIII. El 1 de abril de 1944 es renombrado como Comando de Aeródromo E (v) 233/VII.

## Servicios
- 1939 – 1940: en Selingenstadt.
- junio de 1940 – julio de 1940: en Freux (Francia).
- 4 de julio de 1940: en Dinard.
- 8 de julio de 1940: en Gael.
- 10 de julio de 1940 – abril de 1944: en Morlaix (Francia).